# گناه آقای آنتوان
گناه آقای آنتوان (به فرانسوی: Le Péché de M. Antoine) نام یک کتاب ادبی است که توسط ژرژ ساند، نویسندهٔ اهل فرانسه نوشته شده‌است.